# Steve Coleman
Steve Coleman (Chicago, Illinois, 20 de septiembre de 1956), saxofonista, compositor espontáneo y director de banda estadounidense de gran influencia en el jazz contemporáneo.
Como sideman ha formado parte de los grupos de Dave Holland y Doug Hammond, entre otros. Con su primera formación como solista, Steve Coleman and Five Elements, fundó el movimiento M-Base (acrónimo en inglés de "macro-basic array of structured extemporization" o "arreglo macro-básico de extemporización estructurada"). El M-Base se basa en la superposición de estructuras rítmicas de distinta métrica (medida rítmica) sobre las que cada instrumentista improvisa, e incorpora elementos de música folclórica africana y del funk. Coleman es responsable de numerosas teorías innovadoras sobre la integración de los ritmos del funk, el soul, la world music y el jazz.

## Biografía
Nacido en Chicago, Illinois, Coleman se mudó a Nueva York en 1978 y vive en el área de Nueva York desde esa época. Aunque ha dirigido varios grupos durante su carrera, su grupo principal Steve Coleman and Five Elements (Steve Coleman y los cinco Elementos) se inició en 1981 y sigue activo en la actualidad.
Coleman fue uno de los fundadores del movimiento denominado M-Base, ha dirigido varios grupos, y ha grabado profusamente. Con influencias inicialmente de los saxofonistas Charlie Parker, Sonny Rollins, John Coltrane, la leyenda de Chicago Von Freeman y Bunky Green, Coleman se ha presentado y ha grabado con Thad Jones, Sam Rivers, el baterista Doug Hammond, Cecil Taylor, Abbey Lincoln y Dave Holland. Coleman ha incorporado muchos elementos de la música folclórica de la Diáspora Africana fusionada con ideas musicales influenciadas por antiguos conceptos metafísicos. Él afirma que su propósito principal es el uso de la música como lenguaje de símbolos sonoros utilizados para expresar la naturaleza de la existencia humana.
La obra de Coleman hacia 1990, como en Black Science, es inusual debido a su ritmo (medida rítmica) indefinido. Él logra esto haciendo que cada instrumentista tocara a un ritmo diferente, generalmente asimétrico por sí mismo como 7/4 o 11/4. La música que resulta tiene en sí misma un sabor funk, pero con cierta libertad de lo melódico, armónico y rítmicamente predecible del funk. Esta apariencia distorsionada con la música popular atrajo nuevas audiencias a Coleman que él no se propuso buscar, como lo describió en una entrevista en la revista Down Beat donde se menciona a sí mismo diciéndole a los dueños de un club que querían punk (u otro género popular), "eso es lo que tocamos". Un hecho destacado de este período es que la grabación de The Tao of Mad Phat (fringe zones), hecha con audiencia en un estudio, se aproxima más al funk convencional utilizando ritmos regulares mientras aún mantiene el uso imaginativo de la melodía y la armonía de Coleman.
Coleman no está de acuerdo con usar categorías para describir la música actualmente, en particular no usa el término jazz. En preferencia a una aproximación más orgánica a la música utiliza el término composición espontánea. Según Coleman, esto extiende a épocas antiguas una tradición de músicos que habían intentado expresar a través de la música las visiones y realidades variadas que percibían, y para él ésta es la fuerza motivadora detrás de muchas de las denominadas innovaciones en la música (y en realidad también en otros campos). Coleman siente que los campos y herramientas variadas del cuestionamiento que la gente ha usado (la física y la metafísica, el número, el lenguaje, la música, la danza, la astronomía, etc.) están todas relacionadas y presentan un cuerpo de trabajo holístico. Las diversas formas que asume su música no están sólo inspiradas intuitivamente sino que están determinadas intuitiva y lógicamente por la percepción humana de la "Gran Obra" (es decir, la creación de toda la naturaleza por la Mente Universal). Aunque esto parezca un objetivo elevado, ha ocupado las mentes de los seres humanos durante milenios.
Uno de los métodos primarios que emplea Coleman para crear su música está vinculado a dos conceptos: la Geometría Sagrada (el uso de las formas para expresar simbólicamente los principios naturales), y la Energía (el potencial de cambio y el cambio en sí mismo en fenómenos físicos, metafísicos y psíquicos, incluyendo la vida, el crecimiento, etc.). Coleman emplea diversas clases de estructuras musicales para simbolizar la Geometría Sagrada y usa tipos específicos de movimiento musical para referirse a los variados estados de la Energía. En todo caso, el concepto de cambio parece ser central en su teoría. Él ha afirmado que el elemento importante es el cambio entre las diversas estructuras musicales, no las estructuras mismas. En esto su teoría diverge de muchas otras teorías musicales que se enseñan actualmente en los institutos de enseñanza superior. Coleman cree que es mediante la composición espontánea de las formas como esas ideas pueden expresarse más adecuadamente, sin importar las apariencias estilísticas externas. Una importante frase suya es “el movimiento es lo que importa”.
Aunque parezcan extrañas, estas ideas no son nuevas en la música. Ha habido músicos de prácticamente todas las culturas que han trabajado en estas áreas, como está documentado en los primeros escritos sobre música. Músicos tan dispares como Johann Sebastian Bach, Béla Bartók y John Coltrane han expuesto ideas similares.

## Recepción de su música
Ya a principios de los años 90, el clarinetista y compositor Don Byron consideraba a Steve Coleman como una personalidad excepcional de la historia de la música estadounidense. En 2010, el pianista Vijay Iyer (que fue elegido "Músico de Jazz del Año 2010" por la Asociación de Periodistas de Jazz) dijo: "Para mí, Steve [Coleman] es tan importante como [John] Coltrane en la historia de la música y merece ser colocado en el panteón de artistas pioneros" y "Es difícil exagerar la influencia de Steve, ha afectado a más de una generación, más que cualquiera desde John Coltrane. Lo que está detrás de su influencia es esa perspectiva global sobre la música y la vida, tiene un punto de vista personal de lo que hace y por qué lo hace". 
En 2014, el baterista Billy Hart dijo que "Coleman ha influido en silencio en todo el mundo del jazz", y es el "siguiente paso lógico" después de Charlie Parker, John Coltrane y Ornette Coleman.
En septiembre de 2014, Coleman fue galardonado con una distinción MacArthur Fellowship (conocidas como "Genius Grant") por "refrescar las pautas tradicionales para crear un trabajo distintivo e innovador en ... jazz".

## Discografía

### Como líder
- Motherland Pulse (1985)
- On the Edge of Tomorrow (1986)
- World Expansion (1986)
- Sine Die (1987)
- Rhythm People (1990)
- Black Science (1990)
- Rhythm In Mind (1991)
- Drop Kick (1992)
- Phase Space (DIW Records, 1992)
- The Tao of Mad Phat (fringe zones) (1993)
- A Tale of 3 Cities (1994)
- Def Trance Beat (1994)
- Myths, Modes and Means (1995)
- The Way of the Cipher (1995)
- Curves of Life (1995)
- The Sign and The Seal (1996)
- Genesis (1997)
- The Opening of The Way (1997)
- The Sonic Language of Myth (1998)
- The Ascension To Light (1999)
- Resistance Is Futile (CD doble) (2001)
- Alternate Dimension Series I (2002) (CD gratis disponible para descargar en M-Base.org)
- On The Rising Of The 64 Paths (2002)
- Lucidarium (2003)
- Elements of One (Documental en DVD sobre Steve Coleman) (2004)
- Weaving Symbolics (CD doble con DVD) (2006)
- Invisible Paths: First Scattering (Tzadik, 2007)
- Harvesting Semblances and Affinities (Pi Recordings, 2010)
- The Mancy of Sound (Pi Recordings, 2011)
- Functional Arrhythmias (Pi Recordings, 2013)
- Steve Coleman and the Council of Balance: Synovial Joints (Pi Recordings, 2015)
- Steve Coleman's Natal Eclipse - Morphogenesis  (Pi Recordings, 2017)

### Collaboraciones
- Strata Institute (Doble Trío con Greg Osby): Cipher Syntax (JMT, 1989)
- Strata Institute: Transmigration (Rebel-X/Columbia, 1991) Con Von Freeman
- Steve Coleman & Dave Holland Duo: Phase Space (Rebel-X/DIW, 1991)
- M-Base Collective: Anatomy of a Groove (Rebel-X/DIW/Columbia, 1992)

### Como sideman
Con Sam Rivers
- Colours (Black Saint, 1982)
- Rivbea All-Star Orchestra: Inspiration (BMG France, 1999) Mixed and produced by Coleman
- Rivbea All-Star Orchestra: Culmination (BMG France, 1999) Mixed and produced by Coleman

Con Doug Hammond
- Perspicuity (L+R, 1991, rec. 1981/82)
- Spaces (Idibib, 1982; Rebel-X, 1991)

Con Abbey Lincoln
- Talking to the Sun (Enja, 1984)
- Who Used to Dance (Gitanes/Verve, 1997)

Con Dave Holland
- Jumpin' In (ECM, 1984)
- Seeds of Time (ECM, 1985)
- The Razor's Edge (ECM, 1987)
- Triplicate (ECM, 1988)
- Extensions (ECM, 1990)

Con Chico Freeman
- Tangents (Elektra Musician, 1984)

Con Billy Hart
- Oshumare (Gramavision, 1985)

Con The Errol Parker Tentet
- Live at the Wollman Auditorium (Sahara, 1985)

Con David Murray
- David Murray Big Band Live at "Sweet Basil" Vol. 1 (Black Saint, 1985)
- David Murray Big Band Live at "Sweet Basil" Vol. 2 (Black Saint, 1986)

Con Cassandra Wilson
- Point of View (JMT, 1986)
- Days Aweigh (JMT, 1987)
- Jumpworld (JMT, 1990)
- Traveling Miles (Blue Note, 1999)

Con Geri Allen
- Open on All Sides in the Middle (Minor Music, 1987)

Con Sting
- Gira Norteamericana y Sudamericana de 1987

Con Michele Rosewoman
Con Robin Eubanks
- Different Perspectives (JMT, 1989)

Con Stanley Cowell
- Back to the Beautiful (Concord, 1989)

Con Lonnie Plaxico
- Plaxico (Muse, 1990)
- West Side Stories (Plaxmusic, 2006) Coleman and Cassandra Wilson as guest on one track

Con Cindy Blackman
- Code Red (Muse, 1992)

Con The Roots
- Do You Want More?!!!??! (DGC/Geffen, 1995)
- Illadelph Halflife (DGC/Geffen, 1996)

Con Ravi Coltrane
- Moving Pictures (BMG France, 1998)

Con Anthony Tidd’s Quite Sane
- Child of Troubled Times (CoolHunter Music, 2002)

## Lecturas de profundización
- Fischlin, Daniel (2004). The Other Side of Nowhere: Jazz, Improvisation, and Communities in Dialogue (Music Culture). Middletown: Wesleyan University Press. ISBN 0-8195-6682-9.